# AGV (helmenfabriek)
AGV SpA. (Amisano Gino Valenza) is een Italiaanse producent van helmen, opgericht door Gino Amisano. De fabriek begon in 1946 met de productie van lederen stoelen en motorfietszadels. In 1947 begon men motorhelmen te maken. In 2007 werd het bedrijf overgenomen door de firma Dainese. 
Veel beroemde coureurs gebruik(t)en AGV helmen, zoals de voormalige wereldkampioenen Giacomo Agostini en Valentino Rossi. Rossi werd in 2008 ere-directeur van het bedrijf. 
Ook de voormalige wereldkampioenen in de Formule 1 Niki Lauda, Emerson Fittipaldi en Nelson Piquet gebruikten AGV-helmen. 
In 1977 zette Claudio Costa met steun van Gino Amisano een mobiele kliniek op, die in de rennerskwartieren van motorraces werd geplaatst en waar tamelijk uitgebreide medische handelingen konden worden verricht. 
AGV produce een breed scala aan motorhelmen, waaronder full-face race-, sport-, touring- en off-roadhelmen, modulaire helmen, jethelmen voor in de stad en cruisers, waarbij gebruik wordt gemaakt van diverse materialen zoals koolstofvezel, aramidevezel, glasvezel en thermoplasten.

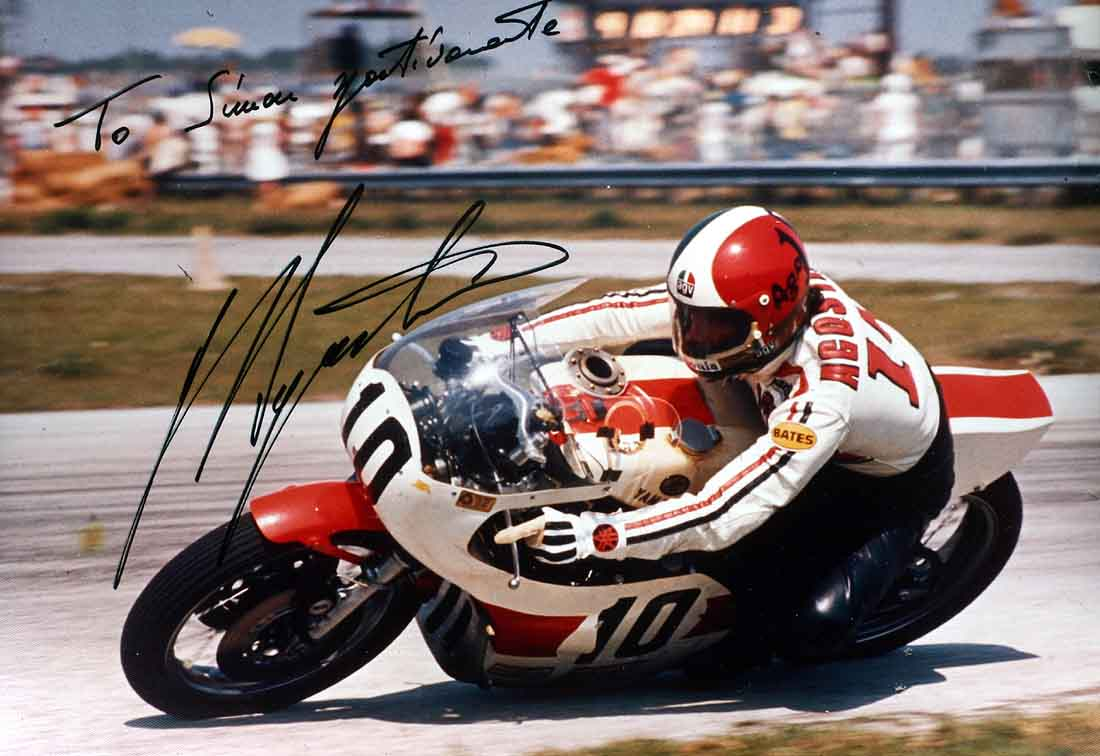
De kleuren van de Italiaanse vlag kwamen terug in het merklogo én de helm van Giacomo Agostini
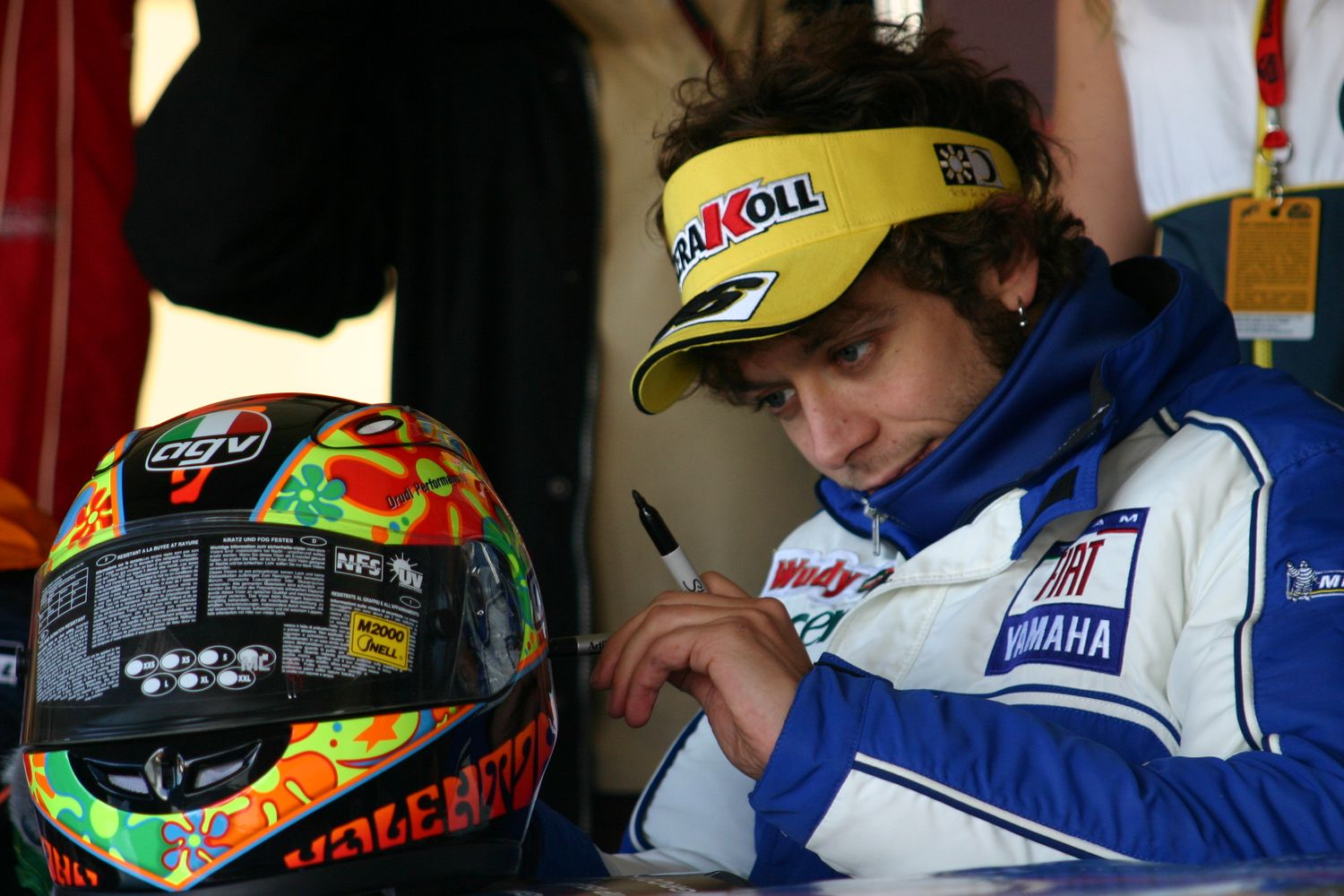
Valentino Rossi in 2007
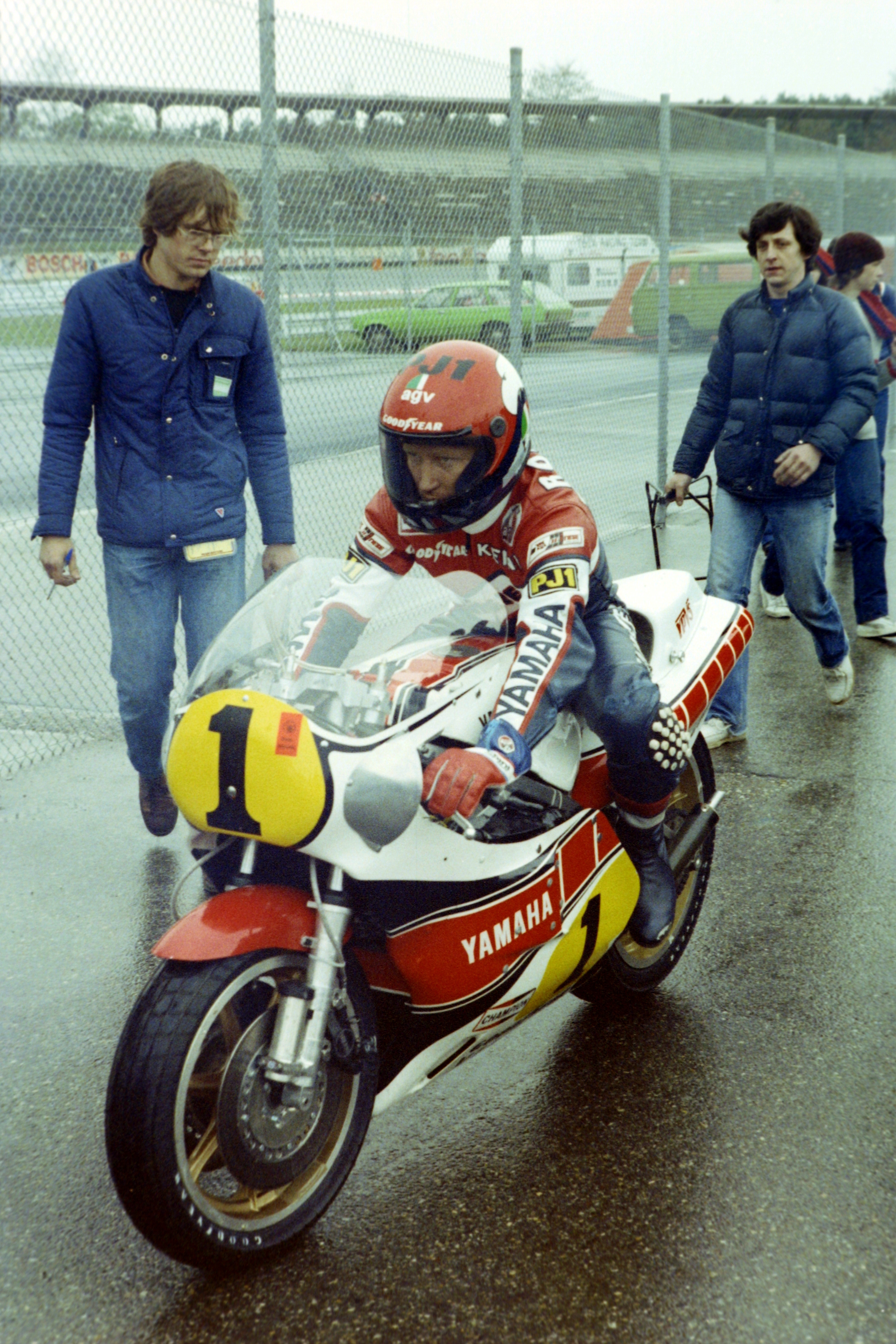
Kenny Roberts in 1981
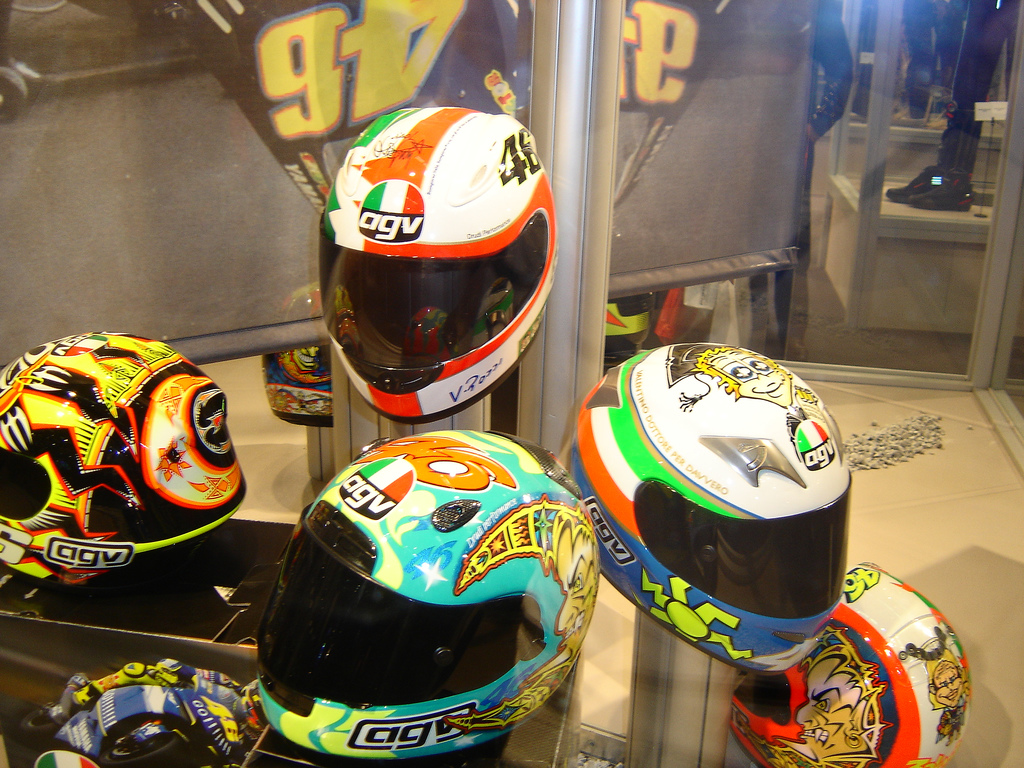

1. ↑  Dainese buy helmet brand AGV. www.visordown.com (15 augustus 2007). Geraadpleegd op 16 juni 2025.